# Cachoeirinha (Pernambuco)
Cachoeirinha es un municipio brasileño del estado de Pernambuco. Administrativamente, el municipio es formado por los distritos sede y Cabanas. Fue fundado como distrito el 12 de mayo de 1874, perteneciente al municipio de São Bento del Una. Tiene una población estimada al 2020 de 20.501 habitantes.

## Geografía
Se localiza a una latitud 08°29'11" sur y a una longitud 36°13'59" oeste, estando a una altitud de 536 metros. Su población es de 18.955 habitantes según datos del IBGE de 2011.
Posee un área de 179,268 km².
El municipio está incluido en el área geográfica de cobertura del semiárido brasileño, definida por el Ministerio de Integración Nacional en 2005. Esta delimitación tiene como criterios el índice pluviométrico inferior a 800 mm, el índice de aridez hasta 0,5 y el riesgo de sequía mayor que 60%.
El área del municipio se inserta en la unidad geoambiental de la Meseta de la Borborema.

### Hidrografía
El municipio de Cachoeirinha se encuentra en la cuenca hidrográfica del Río Una que nace en el agreste meridional de Pernambuco en el municipio de Capoeiras. Fluye con régimen intermitente, como los tributários arroyo del Retiro y arroyo Bonito. En los meses de enero a julio el Río Una mantienen su flujo normal, pero de agosto a diciembre permanece seco.